# Obereopsis exigua
Obereopsis exigua är en skalbaggsart som beskrevs av Stefan von Breuning 1957. Obereopsis exigua ingår i släktet Obereopsis och familjen långhorningar. Inga underarter finns listade i Catalogue of Life.